# 貝爾格勒火車總站
貝爾格勒火車總站是位於塞爾維亞首都貝爾格勒的一座車站。

## 历史
車站建築修建於1881年至1884年期間。貝爾格勒火車總站現在擁有出發前往塞爾維亞各城市及歐洲各地的國際列車。貝爾格勒中央巴士站也位於總站附近。2018年7月1日起關閉。